# 北村暁夫
北村 暁夫 （きたむら あけお、1959年 - ）は、日本の歴史学者。日本女子大学文学部教授。専門は、イタリア近現代史、移民史。

## 略歴

### 学歴
- 1982年　東京大学文学部卒業（西洋史学専修課程）
- 1985年　東京大学大学院人文科学研究科西洋史学専門課程修士課程修了

### 職歴
- 1986年　東京大学文学部助手
- 1994年　三重大学教育学部助教授
- 2000年　日本女子大学文学部助教授
- 2006年　日本女子大学文学部教授

## 受賞歴
- 1998年 『マフィアの歴史』の翻訳で第7回ピーコ・デッラ・ミランドラ賞

## 著書

### 単著
- 『ナポリのマラドーナ――イタリアにおける「南」とは何か』<ヒストリア20>（山川出版社、2005年）
- 『亡命と移民の間で――歴史のなかの移動とネットワーク』（桜井書店、2007年）
- 『イタリア史10講』（岩波新書、2019年）

### 共著・共編著
- （大津留厚・山田史郎・藤川隆男・柴田英樹・国本伊代）『近代ヨーロッパの探求（1）移民』（ミネルヴァ書房、1998年）
- （小谷眞男）『イタリア国民国家の形成――自由主義期の国家と社会』（日本経済評論社、2010年）
- （伊藤武）『近代イタリアの歴史――16世紀から現代まで』（ミネルヴァ書房、2012年）
- （田中ひかる）『近代ヨーロッパと人の移動――植民地・労働・家族・強制』（山川出版社、2020年）
- （中嶋毅）『近現代ヨーロッパの歴史――人の移動から見る』（放送大学教育振興会、2022年）

### 論文、解説
- 「イタリア自由主義期における移民と植民」『歴史学研究』（1990年）
- 「北イタリア・ビエッラからの移民に関する一考察」『クリオ』（1992年）
- 「南イタリア・カラーブリア州における移民と農業」『社会経済史学』（1993年）
- 「移民における家族の戦略」『思想』（1994年）
- 「シチリアにおける移民とマフィア」『ふびと』（1996年）
- 「日常的実践としての移民」『思想』（2000年）
- 「ニューオーリンズのシチリア移民」『史学雑誌』
- 「ヨーロッパ移民史研究の射程」『歴史評論』（2002年）

## 翻訳
- サルヴァトーレ・ルーポ（it:Salvatore Lupo）『マフィアの歴史』（白水社、1997年）
- ピエロ・ベヴィラックワ『ヴェネツィアと水――環境と人間の歴史』（岩波書店、2008年）